# 1970年通海地震

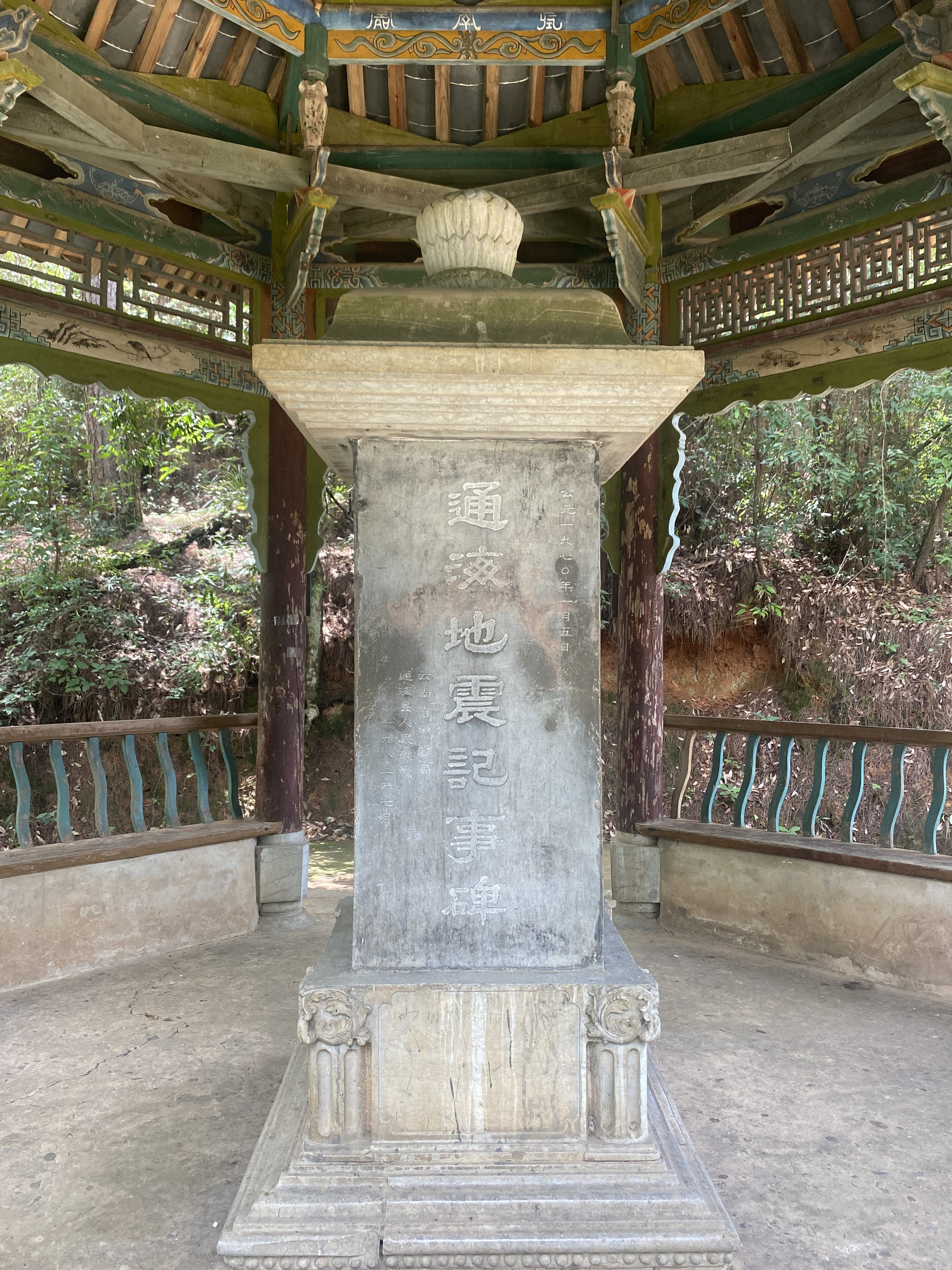
《通海地震记事碑》，立于通海秀山凤仪亭

通海大地震发生于当地时间1970年1月5日1时0分41秒，面波震级7.8级、矩震級7.1级，最大烈度达Ⅹ度以上。震源深度13公里，震央位于中国云南省通海县、峨山之间。地震由走滑断层断裂所引发，而其所在的红河断层自1700年以来就从未发生过7级以上的地震。至少有一万人在地震中死亡，为1960~1970年十年来伤亡最为惨重的一次地震。地震造成500万至2500万美元的经济损失，受灾面积达到8781多平方公里。
此次地震造成15621人死亡，受伤人数超过32431人。是中华人民共和国建国以来第三大地震。雖然死亡人數逾萬，但因時值文化大革命期間，地震發生後3天，官方傳媒仍無一報道此宗慘劇。

## 预兆
1969年11月底，西南地质地震大队曾派遣考察小组来到通海进行考察。他们发现了寒冬中百花盛开的反常景象，推算得知地下温度出现了升高，但是未能确定地震的发生。1970年1月4日，考察小组居住的旅社的井内反常地干涸，当夜也出现了闷热的天气，街上还出现了老鼠群奔的情景。1月5日凌晨，地震爆发。

## 政府反应
地震發生後3天內，官方卻無任何有關報道。直至第4天，《雲南日報》才刊出一則消息，指「昆明以南地區發生了一次7級地震」，消息未提及具體位置、傷亡情况，只強調「有毛澤東思想的指引……我們一定能奪得抗災鬥爭的徹底勝利」。此後《人民日報》報道：災區群众在大災之後「不要救濟和捐助」，只收下毛主席畫像、《毛主席語錄》等精神食糧。
地震当天北京方面迅速召集了医疗队，于当夜乘专机抵达昆明并转至通海进行救助。中央于震后提出了十六字方针：自力更生、奋发图强、发展生产、重建家园。
直至2000年，官方才首次正式披露地震的死傷人數。

## 民间反应
在当时文化大革命尚未结束的情况下，灾区官员提出：不要救济粮、不要救济款、不要救济物。在此种思潮下，直接的经济和物质援助几乎不被接收。全国各地向灾区发送了143,000余封慰问信，同时各种与毛泽东相关的书籍和像章也被送往灾区，用以在精神上支持灾区群众重建家园。这样的“支援”最终没有取得预期的效果。